# Ferrari 500 TR

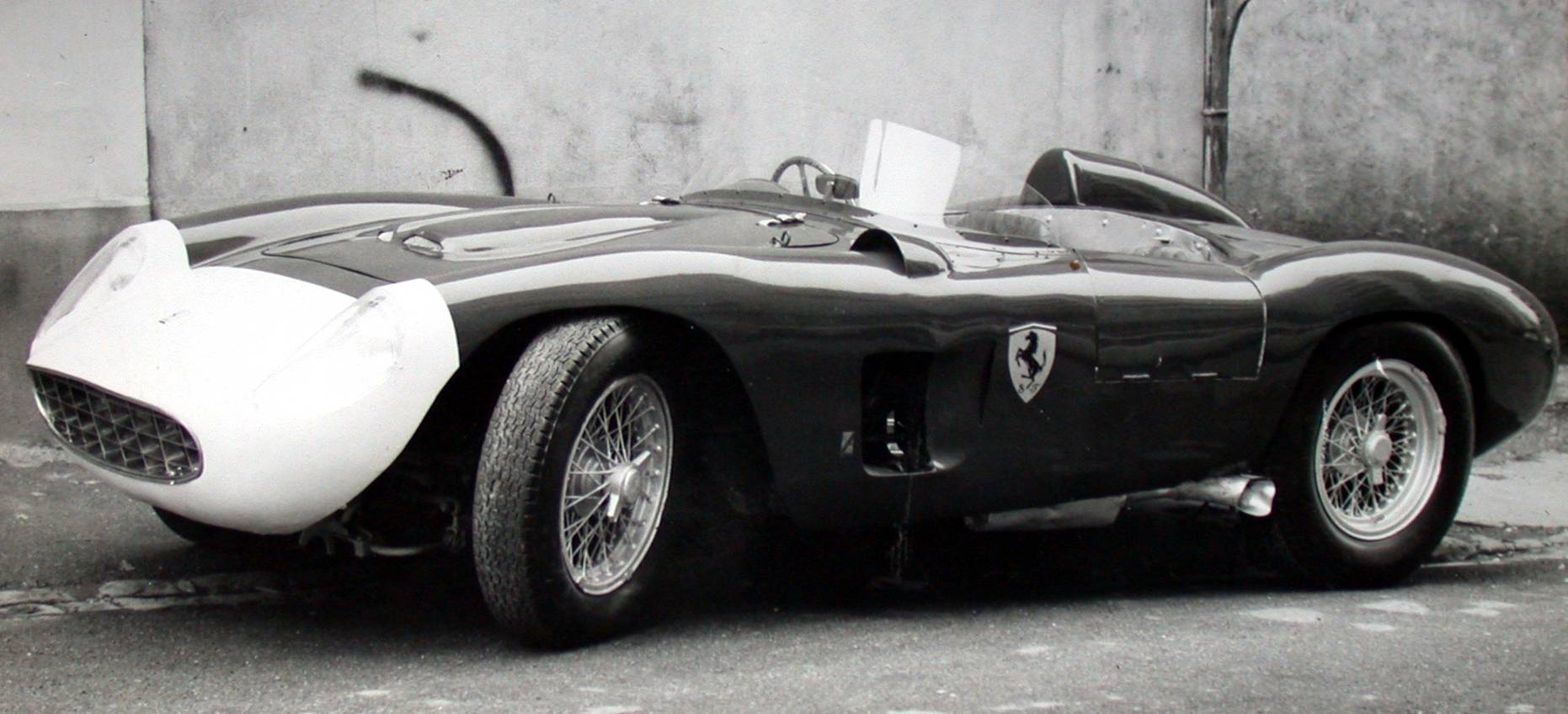
Ferrari 500 TR

Der Ferrari 500 TR war ein Rennsportwagen aus dem Jahr 1956.

## Entwicklungsgeschichte und Technik
Nach der Niederlage gegen Mercedes-Benz in der Sportwagen-Weltmeisterschaft 1955 war den Verantwortlichen bei Ferrari klar, dass die Scuderia handeln musste. Mit dem Bau des 500 TR sollte der Schwachpunkt des Ferrari 500 Mondial korrigiert werden; dessen Motor war unbefriedigend. Hilfreich war bei der Aufgabenstellung die Übernahme der Motorsportabteilung von Lancia durch die Scuderia. Vittorio Jano kehrte zu seinem alten Arbeitgeber zurück und brachte eine Vielzahl an Konstruktionsplänen mit zu Ferrari nach Maranello. 
Das Ingenieursteam um Jano überarbeitete den Vierzylinder-Reihenmotor. Der Motor bekam eine neue Kurbelwelle, verstärkte Lager, ein leichteres Schwungrad, überarbeitete Ventile und neue Weber-40-DCO/A3-Doppelvergaser. Das sichtbare Zeichen der Überarbeitung war ein rot lackierter Zylinderkopf. Daher erhielt er die Typenbezeichnung „Testa Rossa“ (italienisch für „roter Kopf“).
Der 500 TR war der erste Testa Rossa in einer langen Reihe von Ferrari-Sportwagen mit dieser Bezeichnung. Der Motor leistete 180 PS (132 kW); er hatte zwei Nockenwellen und zwei Zündverteiler. Im Unterschied zu den anderen Vierzylinder-Rennwagen von Ferrari, bei denen das Getriebe mit dem Differenzial zusammen eingebaut war, hatte der 500 TR ein mit dem Motor verblocktes vollsynchronisiertes Vierganggetriebe. 
19 Exemplare des Rennwagens mit hinterer Starrachse und Schraubenfedern wurden bei Scaglietti gebaut, drei davon als Spider mit größerem Hubraum bei Touring karossiert. Mit größeren, das Hubraumlimit von 2,5 l ausnutzenden Motoren ausgerüstet wurden sie als Ferrari 625LM Spyder Touring beim 24-Stunden-Rennen von Le Mans eingesetzt. Nach dem Rennen erhielten sie wieder ihre 2-l-Motoren und wurden veräußert. Es waren die letzten bei Touring karossierten Ferrari-Sportwagen.

## Renngeschichte
Bei den großen Sportwagenrennen kamen 1956 in erster Linie die 860 Monza, die 857S und die 290MM zum Einsatz. Der 500 TR gab sein Renndebüt beim Supercortemaggiore in Monza mit Mike Hawthorn und Peter Collins am Steuer, die einen überlegenen Sieg einfuhren. Eine Änderung im Reglement machte im Laufe des Jahres einen Umbau notwendig. Die 500 TR bekamen einen Cockpit-Windschutz und eine Beifahrertür.
Die meisten 500 TR wurden an Privatteams wie das North American Racing Team verkauft. Ein Fahrgestell (0704TR) diente 1958 als Basis für einen der ersten 12-Zylinder-250-Testa-Rossa.